# 吉草酸メチル
吉草酸メチル（きっそうさんメチル、英: Methyl pentanoateまたは英: Methyl valerate）は吉草酸のエステルの一種である。リンゴやパイナップルのようなフルーツ香、グリーン香をもつ無色の液体である。

## 用途
フルーツ系香料として、9.1～39ppmほどの濃度で使用される。

## 安全性
日本の消防法では危険物第4類・第2石油類（非水溶性）に分類される